# Nova Ljubljanska banka
Nova Ljubljanska banka (NLB) es el principal banco en Eslovenia. Tiene sucursales en todo el territorio de Eslovenia, en la vecina ciudad italiana de Trieste, y bancos filiales en Montenegro, Serbia, Macedonia, Bulgaria, Alemania y otros países en Europa. La sede principal del banco se halla en Liubliana, Eslovenia.

## Historia

### Origen
Fue fundado en 1994 sobre los activos de la extinta Ljubljanska banka.

### NLB Factoring
En 2002 Nova Ljubljanska banka adquirió la compañía financiera checa Union Invest Capital. Después renombrada NLB Factoring, la compañía ofrecía factoring a empresas checas. En 2011 la compañía generó pérdidas de CZK 700 millones. Las acciones en propiedad de la compañía cayeron a CZK -600 millones. los préstamos bancarios ascendían, a CZK 3.700 millones (€142 millones). Dichos préstamos estaban también garantizados por el grupo NLB. El auditor PricewaterhauseCoopers adviritó que la entidad debía provisionar por la cantidad de CZK 600 millones.
Štefan Loncnar, presidente del consejo de administración desde 2002, fue en 2009 uno de los mayores patrocinadores del partido político checo TOP 09.

### Rescate
En junio de 2012 la entidad recibió un rescate financiero de €320 millones del gobierno esloveno con el propósito de asegurar un porcentaje del 9% de capital principal Core Tier 1 según el requerimiento de la EBA (Autoridad Bancaria Europea).